# Apparitions mariales de Pellevoisin
Les apparitions mariales de Pellevoisin désignent les apparitions mariales qui seraient survenues dans cette localité de l'Indre du 14 février 1876 au 8 décembre 1876 à Estelle Faguette, jeune femme de 33 ans, dans sa chambre, alors qu'elle était gravement malade. Après sa guérison en février, elle dit continuer de voir la Vierge Marie, à une dizaine de reprises. La Vierge lui aurait alors confié la mission de faire diffuser le scapulaire du Sacré-Cœur. L'évêque de Bourges, et l’Église catholique accèdent à certaines de ses demandes, comme la dévotion au scapulaire du Sacré-Cœur autorisée par le Vatican.
Le sanctuaire reste depuis un lieu de spiritualité mariale important dans le diocèse et toute la région, avec un rayonnement national et international.
En 1983, l'évêque du lieu s'est prononcé formellement en faveur de la guérison miraculeuse en 1876 de la voyante Estelle Faguette.
En 2019, le procès de reconnaissance des apparitions de 1876 a été réactivé par Jérôme Beau, archevêque de Bourges. Le 22 août 2024, le Dicastère pour la Doctrine de la foi a accordé un nihil obstat à la dévotion mariale de Pellevoisin ouvrant ainsi la voie à une éventuelle reconnaissance des apparitions.

## Historique
Le récit des apparitions n'est connu que par le récit donné par la voyante elle-même. Sa narration, rédigée sous serment très rapidement après les apparitions à la demande de l'Abbé Salmon, curé de Pellevoisin, reste « la première source d'information pour les historiens » comme le rappelle Yves Chiron. Ce récit essentiel est « précieux », même s'« il n'est pas sans poser plusieurs problèmes de critique historique » comme l'a souligné l'auteur.

### Le contexte

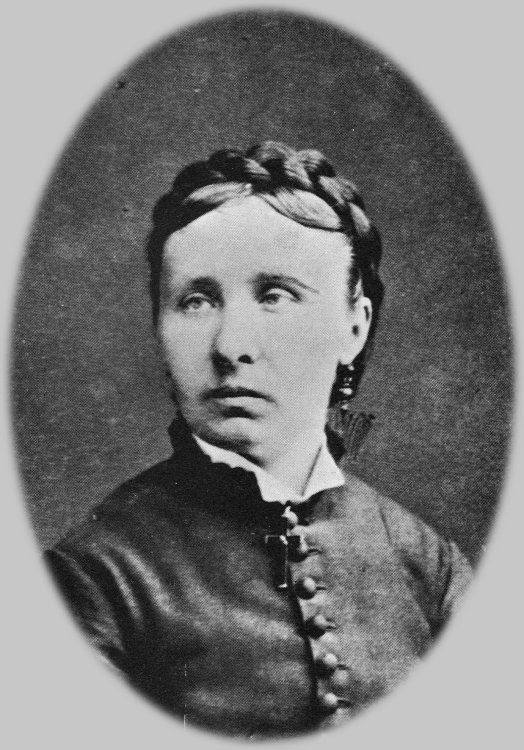
Estelle Faguette.

Estelle Faguette est née le 12 septembre 1843 à Saint-Memmie (Marne) d’une famille extrêmement pauvre. Très soucieuse des pauvres et des malades, elle entre en 1860 au noviciat des Augustines hospitalières de l’Hôtel-Dieu de Paris. En 1863, une grave chute dans un escalier l’oblige à renoncer à la vie religieuse. En 1865, elle entre au service de la comtesse Marie-Luce de La Rochefoucauld-Montbel. Dès lors, elle suit les allées et venues de ses employeurs, de Paris au château de Montbel, à trois kilomètres de Pellevoisin. Estelle, domestique et femme de chambre de la comtesse, fait venir près d'elle ses parents ruinés et indigents qu'elle aide de ses maigres ressources financières,.
En 1875, Estelle Faguette, qui a 32 ans, est atteinte d'une péritonite chronique devenue tuberculeuse ayant atteint l’estomac et les poumons. Le 29 août 1875, le professeur Bucquoy, de la faculté de médecine de Paris, la déclare irrémédiablement perdue. Estelle écrit une lettre à la Vierge pour obtenir sa guérison et demande à une amie de la déposer à la petite réplique de la grotte de Notre-Dame de Lourdes que la famille de La Rochefoucauld-Montbel a fait construire dans le parc du château de Montbel. L’état de santé d’Estelle devenant particulièrement préoccupant, elle est ramenée auprès de ses parents dans une maison près de l’église de Pellevoisin. Le 14 février 1876, le médecin déclare qu'elle n’en a plus que pour quelques heures,. Estelle se décrit elle-même, à la veille de l'apparition comme « ne voyant plus, ne mangeant plus, "comme morte" ».

### Les cinq premières apparitions
Le lundi 14 février 1876, Estelle est dans un état proche de la mort. Tout à coup Estelle aperçoit au pied de son lit la face grimaçante du diable mais immédiatement Marie apparaît de l'autre côté du lit et dit au diable : « Que fais-tu là ? Ne vois-tu pas qu'elle porte ma livrée et celle de mon Fils ? » le diable disparaît et la Vierge se tourne vers Estelle en disant « Ne crains rien, tu sais bien que tu es ma fille. Courage, prends patience, mon Fils va se laisser toucher. Tu souffriras encore cinq jours en l’honneur des cinq plaies de mon Fils. Samedi, tu seras morte ou guérie. Si mon Fils te rend la vie, je veux que tu publies ma gloire »,. Estelle demande comment faire et aussitôt, une plaque de marbre comme un ex-voto se dresse alors entre Marie et Estelle qui demande de nouveau : « Mais ma bonne Mère, où faudra-t-il le faire poser ? Est-ce à Notre-Dame des Victoires, à Paris ou à Pellevoi.. ? » L'apparition ne donne pas le temps d’achever le mot Pellevoisin. « À Notre-Dame des Victoires, ils ont bien assez de marques de ma puissance, alors qu’à Pellevoisin, il n’y a rien. Ils ont besoin de stimulant ». Estelle promet de faire ce qu'elle peut pour la gloire de la Vierge qui lui dit encore : « Courage, mais je veux que tu tiennes ta promesse ».
Le 15 février, toujours la nuit, le diable se manifeste de nouveau mais la Vierge apparaît presque en même temps que lui et dit à Estelle : « N’aie donc pas peur, je suis là. Cette fois, mon Fils s’est laissé attendrir, il te laisse la vie. Tu seras guérie samedi ». Estelle répond « Mais ma Bonne Mère, si j’avais le choix, j’aimerais mieux mourir pendant que je suis bien préparée ». Alors la Sainte Vierge dit en souriant : « Ingrate, si mon Fils te rend la vie, c’est que tu en as besoin. Qu’a-t-il donné à l’homme sur la terre de plus précieux que la vie ? En te rendant la vie, ne crois pas que tu seras exempte de souffrances ; non, tu souffriras et tu ne seras pas exempte de peines. C’est ce qui fait le mérite de la vie. Si mon fils s’est laissé toucher, c’est par ta grande résignation et ta patience. N’en perds pas le fruit par ton choix. Ne t’ai-je pas dit : S’il te rend la vie, tu publieras ma gloire ? Maintenant regardons le passé ». En disant cela son visage devient un peu plus triste, mais toujours doux puis elle disparaît sans rien dire.
Le mercredi matin 16 février, Estelle toujours malade. Elle raconte à l'abbé Salmon qu'elle a reçu la visite de la Vierge et affirme qu’elle sera guérie le samedi suivant. Le curé ne la croit pas et pense que c'est la fièvre qui la trouble. Nouvelle apparition de la Vierge pendant la nuit : « Allons, du courage mon enfant. Tout ceci est passé ; tu as, par ta résignation, racheté ces fautes ». Puis « Je suis toute miséricordieuse et maîtresse de mon Fils. Ces quelques bonnes actions et quelques prières ferventes que tu m’as adressées ont touché mon cœur de mère entre autres cette petite lettre que tu m’as écrite, au mois de septembre. Ce qui m’a le plus touchée, c’est cette phrase : Voyez la douleur de mes parents, si je venais à leur manquer. Ils sont à la veille de mendier leur pain. Rappelez vous donc ce que vous avez souffert, quand Jésus votre fils fut étendu sur la Croix. J’ai montré cette lettre à mon fils ; tes parents ont besoin de toi. À l’avenir, tâche d’être fidèle. Ne perds pas les grâces qui te sont données, et publie ma gloire ».

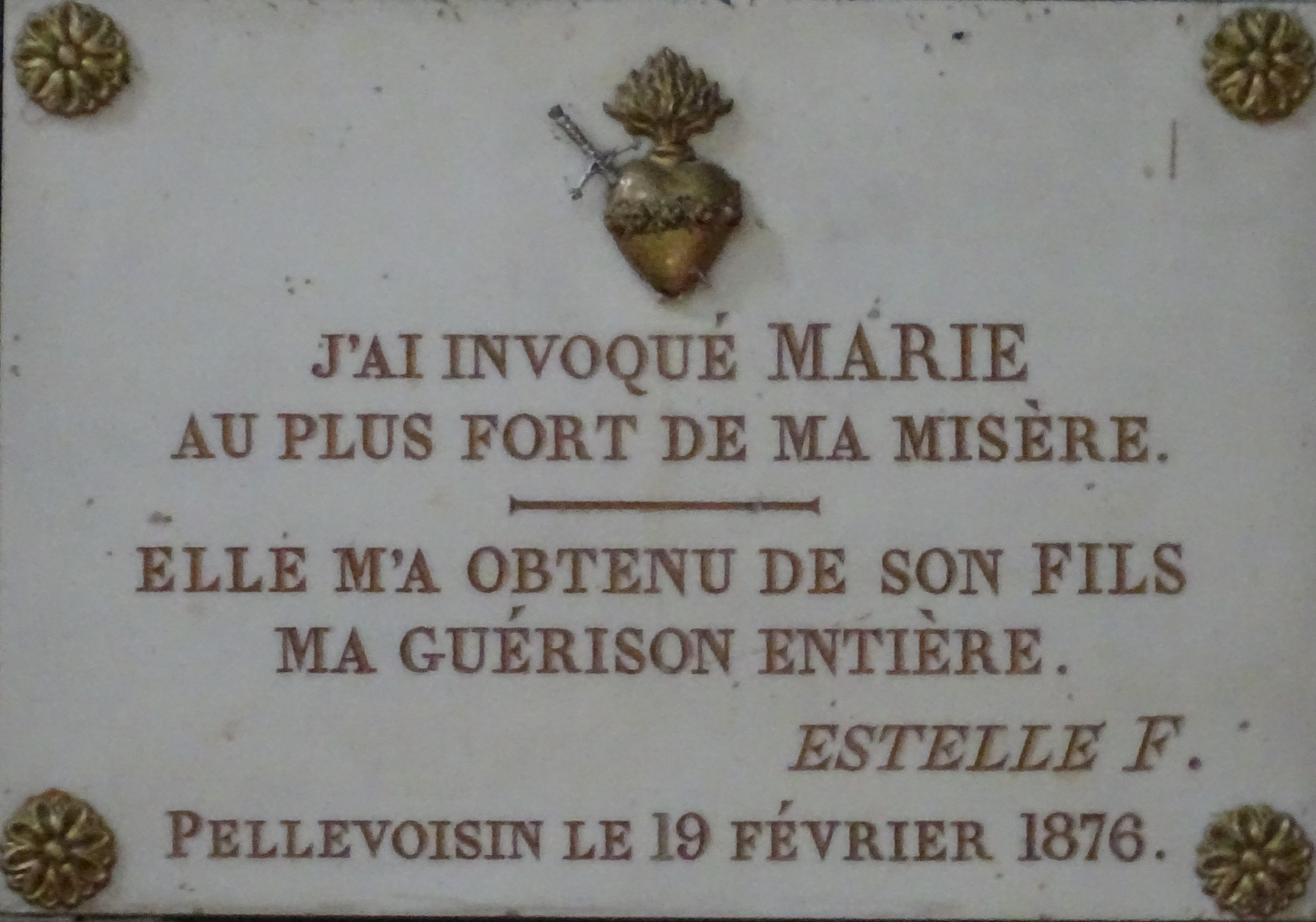
Ex-voto réalisé pour la guérison d'Estelle à la demande de la Vierge Marie, et installé dans la chambre des apparitions, là où la voyante aurait été "miraculeusement" guérie par Son intercession.

Le 18 février 1876, l'apparition reste silencieuse. Estelle se remémore les visions antérieures ; avant de partir la Vierge lui dit : « Tu publieras ma gloire. Fais tous tes efforts ».
Le 19 février, la Vierge ne reste pas au pied du lit, mais s'approche au milieu des rideaux du lit. La plaque de marbre est toujours là, mais n'est plus tout blanche. Aux quatre coins se trouvent des boutons de roses d'or, et en haut, un cœur d'or enflammé avec une couronne de roses transpercé d'un glaive selon la représentation classique du Cœur immaculé de Marie avec ces mots : « J'ai invoqué Marie au plus fort de ma misère. Elle m'a obtenu de son Fils ma guérison entière ». Estelle réitère sa volonté de publier la gloire de la Vierge qui lui répond : « Si tu veux me servir, sois simple et que tes actions répondent à tes paroles ». Estelle demande si elle doit changer de position (devenir religieuse) pour la servir. La vision répond : « On peut se sauver dans toutes les conditions. Où tu es, tu peux faire beaucoup de bien et tu peux publier ma gloire ». Puis devenant plus triste : « Ce qui m’afflige le plus, c’est le manque de respect qu’on a pour mon Fils dans la sainte communion, et l’attitude de prière que l’on prend, quand l’esprit est occupé d’autres choses. Je dis ceci pour les personnes qui prétendent être pieuses ». Puis reprenant son sourire « Publie ma gloire. Mais avant d’en parler, tu attendras l’avis de ton confesseur et directeur. Tu auras des embûches. On te traitera de visionnaire, d’exaltée, de folle. Ne fais pas attention à tout cela. Sois-moi fidèle, je t’aiderai ». Dès que la vision est partie, Estelle souffre terriblement en particulier au cœur et au ventre, puis après un moment, tout se termine et elle se sent guérie, sauf du bras droit qui reste paralysé. Le curé arrive dès l'aube car il craint de ne plus la retrouver vivante et la trouve guérie ; sur son ordre, elle fait le signe de croix avec son bras anciennement paralysé. Elle annonce sa guérison aux religieuses qui entrent dans sa chambre et demande à manger,.
Le médecin qui avait soigné Estelle durant sa maladie constate qu'elle ne porte plus aucune trace des maux qui l'avaient atteinte. D'autres médecins qui l'avaient également soignée auparavant témoigneront dans le même sens.

### Les apparitions de juillet
Le samedi 1er juillet, elle est en prière dans la chambre, mais contrairement aux précédentes visions, elle n'est pas dans son lit et voit la Vierge de la tête au pied. L'apparition est habillée de blanc avec la robe serrée à la taille par un cordon, elle a les bras tendus vers le bas et de ses mains tombe comme de la pluie. Elle reste un moment silencieuse en souriant avant de dire : « Du calme, mon enfant, patience, tu auras des peines, mais je suis là ». Puis après un autre moment : « Courage, je reviendrai », avant de disparaître,.
Le 2 juillet, Estelle est à genoux dans sa chambre et commence à réciter le Je vous salue Marie. Elle n'a pas le temps d'achever sa prière que l'apparition est devant elle, comme la veille. Elle a une sorte de pluie qui tombe des mains, mais dans le fond qui l'environne se trouve une guirlande de roses qui forme comme une mandorle. Elle reste un moment comme cela puis croise les mains sur sa poitrine : « Tu as déjà publié ma gloire. Continue. Mon fils a aussi quelques âmes plus attachées. Son cœur a tant d’amour pour le mien qu’Il ne peut refuser mes demandes. Par moi il touchera les cœurs les plus endurcis ». Puis Estelle se rappelle qu'elle a vu dans la vision du 16 février comme du papier et demande ce qu'il faut en faire. Elle reçoit comme réponse : « Il servira à publier ces récits comme l’ont jugé plusieurs de mes serviteurs. Il y aura bien des contradictions, ne crains rien, sois calme ». Ensuite la voyante veut lui demander une marque de sa puissance et celle-ci répond : « Est-ce que ta guérison n’est pas une des plus grandes preuves de ma puissance ? Je suis venue particulièrement pour la conversion des pécheurs ». Pendant que la Vierge parle, Estelle réfléchit à différentes manières de faire éclater sa puissance et l'apparition répond « On verra plus tard ». Elle reste encore un moment puis disparaît, la guirlande de roses reste après elle et la clarté s'éteint doucement.

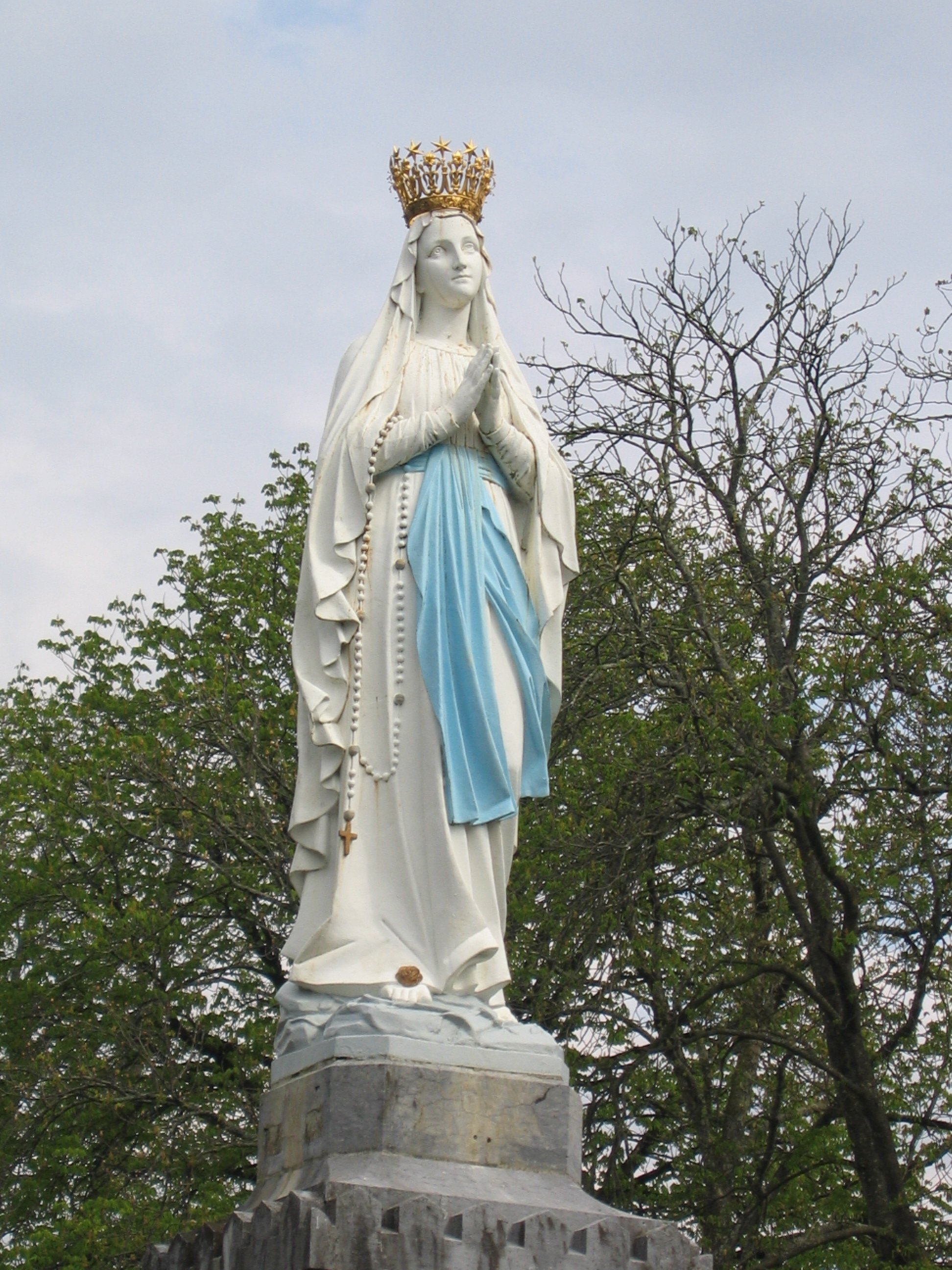
La Vierge de Lourdes couronnée le 3 juillet 1876.

Le 3 juillet, Estelle voit l'apparition de nuit qui lui dit : « Je voudrais que tu sois encore plus calme. Je ne t’ai pas fixé l’heure à laquelle je devais revenir, ni le jour. Tu as besoin de te reposer, je ne resterai que quelques minutes. Je suis venue pour terminer la fête ». Estelle ne comprend pas de quelle fête il s'agit ; elle apprend du curé que c'est le couronnement de la statue de Notre-Dame de Lourdes aux sanctuaires de Lourdes. Après le 8 juillet, Estelle cesse d'habiter dans la chambre des apparitions et reprend son service de domestique au château de Poiriers. Elle revient prier dans la chambre où elle a eu sa vision quand elle le peut.

### Les dernières apparitions
Le 9 septembre, Estelle finit de réciter son chapelet dans la chambre quand la Vierge apparaît et lui dit : « Tu t’es privée de ma visite le 15 août ; tu n’avais pas assez de calme. Tu as bien le caractère du Français. Il veut tout savoir avant d’apprendre, et tout comprendre avant de savoir. Hier encore je serais venue ; tu en as été privée. J’attendais de toi cet acte de soumission et d’obéissance ». Elle s'arrête de parler puis reprend : « Depuis longtemps les trésors de mon Fils sont ouverts. Qu’ils prient ». En disant ces mots, elle soulève une petite pièce de laine qu'elle porte sur la poitrine et Estelle aperçoit le Sacré-Cœur dessiné dessus et comprend qu'il s'agit d'un scapulaire. Elle dit en le soulevant : « J’aime cette dévotion »,. Elle marque une pause puis reprend : « C’est ici que je serai honorée ». À partir de ce moment, la Vierge portera toujours le scapulaire dans les apparitions.
Le lendemain est le dimanche 10 septembre, fête du Saint Nom de Marie, fixée à cette époque le dimanche pendant l'octave de la Nativité de Marie le 8 septembre. L'apparition ne dure que quelques instants. Elle dit tout de suite en joignant ses mains : « Qu’ils prient, je leur en montre l’exemple » puis elle disparaît.
Le 15 septembre, fête de Notre-Dame des Douleurs, l'apparition a toujours les bras tendus vers le bas avec de la pluie qui tombe de ses mains. Elle reste longtemps sans rien dire, et, avant de parler, tourne les yeux de tous les côtés et s'adresse enfin à la voyante : « Je te tiendrai compte des efforts que tu as faits pour avoir le calme. Ce n’est pas seulement pour toi que je le demande, mais aussi pour l'Église et pour la France. Dans l’Église, il n’y a pas ce calme que je désire ». Elle soupire et remue la tête, en disant : « Il y a quelque chose ». Elle s’arrête sans dire ce qu’il y avait mais Estelle comprend tout de suite qu’il y a quelque discorde. Puis elle reprend lentement : « Qu’ils prient et qu’ils aient confiance en moi ». Ensuite la Vierge dit tristement : « Et la France ! Que n’ai-je pas fait pour elle ! Que d’avertissements, et pourtant encore elle refuse d’entendre ! Je ne peux plus retenir mon fils. La France souffrira ». Elle s'arrête un instant et reprend : « Courage et confiance ». Puis, comme Estelle pense intérieurement qu'on ne la croira pas, l'apparition répond : « J’ai payé d’avance ; tant pis pour ceux qui ne voudront pas te croire, ils reconnaîtront plus tard la vérité de mes paroles »,.
Le 1er novembre, fête de la Toussaint, pour la première fois l'apparition reste silencieuse, regarde de tous côtés puis fixe la voyante avec beaucoup de bonté et s'en va. Le curé se demande si c'est un signe de la fin des apparitions.
Le dimanche 5 novembre, Estelle se rend dans la chambre vers deux heures et demie de l'après-midi pour dire son chapelet. Lorsqu'elle  a fini sa récitation, la Vierge apparaît et comme Estelle pense qu'elle est indigne et que d'autres mériteraient plus de telles faveurs, l'apparition la regarde et sourit en disant : « Je t’ai choisie ». Elle s'arrête un moment et reprend : « Je choisis les petits et les faibles pour ma gloire ». Puis avec un nouveau temps d'arrêt : « Courage, le temps de tes épreuves va commencer ». Après ces mots, elle croise les mains sur sa poitrine et part.
Le samedi 11 novembre, Estelle est dans la chapelle. Vers quatre heures de l'après-midi, elle dit son chapelet puis finit par un Souvenez-vous ; l'apparition se manifeste à ce moment et reste un bon moment sans parler puis dit « Tu n’as pas perdu ton temps aujourd’hui. Tu as travaillé pour moi. » car Estelle avait fait un scapulaire. La Vierge sourit et ajoute « Il faut en faire beaucoup d’autres ». Elle s'arrête assez longtemps et devient un peu triste en disant « Courage » puis part en croisant les mains sur sa poitrine .
Le 8 décembre, Estelle se rend à la chapelle après la messe de la fête de l’Immaculée Conception. La Vierge apparaît avec sa guirlande de roses comme au mois de juillet et reste sans rien dire comme les fois précédentes puis commence à parler : « Ma fille, rappelle toi mes paroles ». Estelle se remémore tout ce qu'elle a entendu depuis février, et l'apparition continue : « Répète les souvent ; qu’elles te fortifient et te consolent dans tes épreuves. Tu ne me reverras plus ». Estelle est attristée de cette parole et demande : « Qu'est ce que je vais devenir sans vous, ma bonne mère ? » et reçoit comme réponse : « Je serai invisiblement près de toi ». Estelle voit ensuite en vision comme des gens qui la menacent. En souriant la Vierge dit : « Tu n’as rien à craindre de ceux-ci. Je t’ai choisie pour publier ma gloire et répandre cette dévotion ». En disant cela, elle tient son scapulaire des deux mains. Estelle lui demande alors : « Ma bonne Mère, si vous vouliez me donner ce scapulaire ? » L'apparition lui dit en souriant : « Lève toi et baise le ». Ce que la voyante s'empresse de faire. La Vierge parle ensuite du scapulaire : « Tu iras toi-même trouver le prélat, et lui présenteras le modèle que tu as fait. Dis-lui qu’il t’aide de tout son pouvoir, et que rien ne me sera plus agréable que de voir cette livrée sur chacun de mes enfants, et qu’ils s’appliqueront tous à réparer les outrages que mon fils reçoit dans le sacrement de son amour. Vois les grâces que je répands sur ceux qui le porteront avec confiance et qui t’aideront à le propager »,. En disant cela, la Vierge étend les mains d'où il tombe une pluie abondante et dans chaque goutte, Estelle semble voir des mots comme piété, salut, confiance, conversion, santé. La Vierge ajoute : « Ces grâces sont de mon Fils. Je les prends dans son Cœur. Il ne peut me refuser ». Alors Estelle lui dit : « Ma bonne Mère, que faudra-t-il mettre de l’autre côté de ce scapulaire ? »  La sainte Vierge répond : « Je le réserve pour moi ; tu soumettras ma pensée, et l’Église décidera ». Puis elle continue « Courage. Si le prélat ne pouvait t’accorder tes demandes et qu’il s’offre des difficultés tu irais plus loin. Ne crains rien, je t’aiderai ». Ensuite l'apparition fait le demi-tour de la chambre et disparaît,.

## Reconnaissance par l’Église catholique

### Autorisation du culte

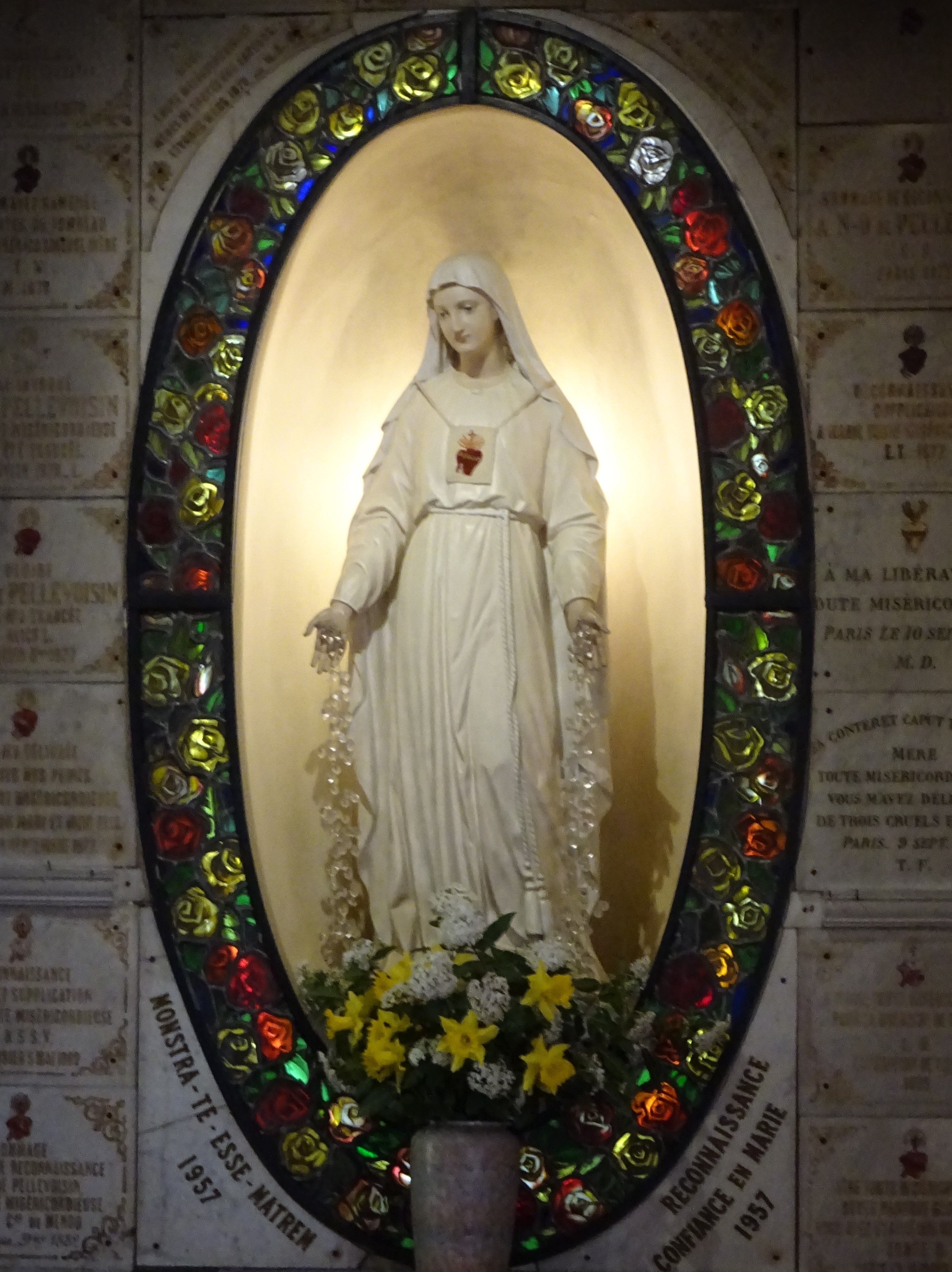
Oratoire du sanctuaire de Pellevoisin.

Le 10 mai 1876, Charles-Amable de La Tour d'Auvergne-Lauraguais, archevêque de Bourges permet de placer une statue et de transformer la chambre d’Estelle en chapelle. Il autorise également l'installation d'un ex-voto dans l'église du village, ainsi que l'inscription (comme le demande la voyante), au-dessus de la statue de Notre-Dame du Sacré-Cœur, des paroles « Je suis toute miséricordieuse ». Le 13 janvier 1877, une commission d'enquête est constituée pour étudier la guérison « miraculeuse » de la voyante. Cette commission donnera un avis favorable sur « le statut miraculeux de la guérison ». Au printemps 1877, le pape Pie IX (1846-1878) approuve le projet d’une confrérie en l’honneur de Notre-Dame de Pellevoisin, sous le titre de « Mère toute Miséricordieuse ». Cette confrérie est instituée le 28 juillet de la même année. Le 5 décembre 1878, Charles-Amable de La Tour d'Auvergne-Lauraguais ouvre une enquête canonique sur les apparitions, de nombreuses personnes ayant été témoins des extases d'Estelle dans sa chambre. Mais le décès de l'évêque l'année suivante, avant la fin des travaux de la commission, met fin à l'enquête,,,.
En 1899, le nouvel archevêque, Pierre-Paul Servonnet, ordonne une nouvelle enquête, mais celle-ci n'est pas menée à terme.
En 1900, l'évêque d'Orléans, Stanislas-Arthur-Xavier Touchet, conduit la voyante au Vatican où elle rencontre le pape Léon XIII le 30 janvier. Estelle lui demande que le scapulaire soit approuvé officiellement. Le 4 avril 1900, la congrégation des rites publie un décret approuvant le scapulaire du Sacré-Cœur,. Le 22 décembre 1922, la congrégation des rites autorise une messe votive chaque 9 septembre à l'église du village et à la chapelle des apparitions dans le sanctuaire. 

### Statut des apparitions
Malgré les diverses autorisations de culte (confrérie, scapulaire, dévotion à la Vierge de Pellevoisin), le statut des apparitions est resté officiellement non tranché par les autorités de l’Église catholique. Ainsi le 3 septembre 1904, le Saint-Office publiait une lettre indiquant que si, à cette date, la dévotion au scapulaire du Sacré-cœur était bien autorisée, et la confrérie de la Vierge de Miséricorde approuvée, « il ne suit pas de cette approbation que l'on veuille approuver directement ou indirectement quelqu'une des apparitions, révélations, grâces, guérisons et autres faveurs du même genre qui se rapporteraient en quelque manière au scapulaire susdit ou à la pieuse Confrérie ». Comme cette déclaration fut interprétée par certains comme une « non-reconnaissance des apparitions », en 1907, la Congrégation du Saint-Office fait une nouvelle lettre  précisant : « la dévotion au scapulaire et l'archiconfrérie de Pellevoisin n’entraînent pas de facto la reconnaissance des apparitions. Lesdites apparitions ne sont approuvées ni directement ni indirectement par le Saint-Siège. C'est en ce sens que doit s'entendre la lettre de la Sacré Congrégation du Concile » précise le cardinal Merry del Val dans son courrier du 21 juillet 1907 : la « non-approbation » ne signifie pas une « désapprobation ou une condamnation »,,.
En 1925, le nouvel évêque, Martin Izart, demande au Saint-Office de se prononcer sur l'authenticité des apparitions, ou de l'autoriser à se prononcer lui-même. Mais dans sa lettre du 16 juillet 1926, la congrégation donne une réponse négative : les apparitions sont toujours « non approuvées » (mais pas condamnées non plus).
En 1983, l'archevêque de Bourges, Paul Vignancour, après avoir fait étudier la guérison de la voyante par deux commissions (une médicale et une théologique), « prend acte » du caractère « humainement inexplicable » de la guérison de la voyante, et en reconnaît officiellement « le caractère miraculeux ». Mais dans son document officiel, l'évêque ne se prononce toujours pas sur le statut des apparitions,,.
En 2016, un colloque s'est tenu au Sanctuaire de Pellevoisin, sous le patronage de Jean-Louis Bruguès, dominicain, archiviste émérite et bibliothécaire émérite de la Sainte Église romaine, en présence d'Armand Maillard, archevêque de Bourges et de nombreuses personnalités nationales et locales. Les actes ont fait l'objet d'une publication.
En 2019, la Congrégation pour la doctrine de la Foi propos à Jérôme Beau, nommé archevêque du diocèse de Bourges en 2018, d'engager à nouveau le processus de reconnaissance officielle des apparitions. Dans cette perspective, une historienne, Sylvie Bernay, publie un premier livre, une étude critique d'Estelle Faguette et des faits de Pellevoisin. Elle est initialement pressentie pour être la postulatrice de la cause d'Estelle Faguette, mais la question de la reconnaissance des apparitions elles-mêmes est devenue prioritaire. Fort de cette nouvelle dynamique, le sanctuaire de Pellevoisin se prépare à célébrer le 150ème anniversaire en 2026 en rénovant et en restructurant la chapelle des apparitions.
Le 22 août 2024, le Dicastère pour la Doctrine de la foi, avec l'approbation du pape François, accorde un nihil obstat à la dévotion mariale de Pellevoisin ouvrant ainsi la voie à une éventuelle reconnaissance des apparitions,,.

## Spiritualité

### Pédagogie divine
Dans les premières années, « certains prêtres recommandèrent le pèlerinage à Pellevoisin dans le cas de possession démoniaque », notamment l'abbé Salmon : cette "recommandation" n'a plus cours à l'heure actuelle. Elle était basée sur le récit des cinq premières apparitions qui rapportent que « le démon a été mis en fuite par la Vierge ». Et pour cela le pèlerinage était recommandé en ce lieu. Yves Chiron note une présence décroissante du diable dans les apparitions. Il n'est mentionné que dans les cinq premières, et de façon décroissante, se tenant de plus en plus loin, et de moins en moins longtemps. Comme si « la Vierge le chassait » progressivement et définitivement. L'auteur note que « tout ce que la voyante rapporte sur le démon (son aspect, sa fuite devant la Vierge) est en conformité avec ce que la théologie [de l’Église] enseigne à son sujet ».
La promesse de guérison est progressive :
- la première nuit : « Courage, prend patience ; mon Fils va se laisser toucher.... Samedi tu seras morte ou guérie ». Le sort d'Estelle est donc incertain.
- la seconde nuit : « Cette foi, mon Fils s'est laissé attendrir, il te laisse la vie ; tu seras guérie samedi. »
- la troisième nuit : « Allons, du courage, mon enfant. »
- la quatrième nuit : « Ne crains rien, tu es ma fille ; mon Fils est touché par ta résignation. »
- la cinquième nuit a lieu la guérison, alors que la voyante est en prière.

Yves Chiron note également une progressivité dans la demande de la Vierge : « que tu publies ma gloire ». Il écrit que cette « progressivité dans la révélation privée », que l'on retrouve dans d'autres apparitions, constitue une forme de « pédagogie divine », qui est peut-être liée à une adaptation à l'état physique de la malade.
Le Nihil obstat accordé en 2024 insiste et souligne deux principes qui ont été reconnus d'importance pour son obtention : 
- Marie intervient et intercède auprès de, et par Son Fils : elle ne réalise rien par elle même.
- Le silence de Marie, à deux reprises, qui fait écho à d'autres apparitions, comme celles de Lourdes.

### Le scapulaire du Sacré-Cœur

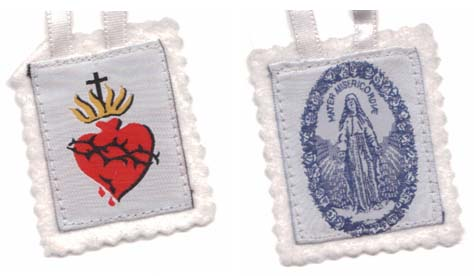
Détail du scapulaire du Sacré-Cœur.

La dévotion au Sacré-Cœur n'est pas nouvelle, elle remonte à Marguerite-Marie Alacoque, qui l'avait déjà promue au XVIIe siècle. Ainsi, la création du scapulaire, comme d'une confrérie, était « conforme à la tradition de l’Église », et pouvait être autorisée par l’Église catholique avant toute décision sur l'authenticité ou non des apparitions mariales. La mise en place de ce scapulaire « donna un nouvel élan à la dévotion du Sacré-Cœur »,.
Le scapulaire, approuvé officiellement par la Congrégation des Rites le 4 avril 1900, subit deux légères modifications demandées par la congrégation vaticane :
- sur le dessin de la Vierge, qui elle-même portait ce scapulaire, le scapulaire lui est retiré.
- le texte « Mère toute miséricordieuse » placé sur le scapulaire est remplacé par « Mère de Miséricorde ».

### La Mère toute Miséricordieuse
Le terme utilisé par la voyante, pour désigner Marie, est « Mère toute Miséricordieuse », comme l'indique le texte placé au-dessus de la statue de la Vierge dans l'église de Pellevoisin, avec l'autorisation de l'évêque (autorisation donnée le 10 mai 1876), ou dans le nom de la « confrérie en l'honneur de N-D. de Pellevoisin, Mère toute Miséricordieuse », créé en juillet 1877, et élevée au rang d'archiconfrérie par le pape Léon XIII le 8 mai 1894,. Ce nom, néanmoins, est légèrement modifié par la Congrégation des Rites en 1900, lors de l'approbation officielle du scapulaire : le libellé présent au-dessus de la Vierge (sur le scapulaire) passe de « Mère toute Miséricordieuse » à « Mère de Miséricorde ».

## Contestation du miracle
À partir de 1893, une rumeur court dans la région selon laquelle la maladie d'Estelle Faguette n'aurait été qu'une grossesse qu'on aurait cherché à cacher pour éviter un « scandale ». Sa guérison subite n'aurait été que la conséquence de son accouchement. Bien que réfutée par des documents d'archives, cette rumeur a continué de courir dans la région de Pellevoisin.